# Grundlagsskydd för tryck- och yttrandefriheten i Sverige
Denna artikel handlar om den svenska tryck- och yttrandefrihetsmodellen. För andra rättigheter som skyddas av grundlag, se Sveriges grundlagar.
Denna artikel innehåller flera fall av inaktuell information och bör uppdateras genomgripande, bland annat har personuppgiftslagen ersatts av dataskyddsförordningen.
Grundlagsskyddet för tryck- och yttrandefriheten är ett särskilt skydd i Sverige för vissa publiceringar och vissa medier, bl.a. för tidningar, böcker, radio- och tv-sändningar, vissa webbsidor med mera. Grundlagsskyddet regleras i de två s.k. mediegrundlagarna. Dessa är:
- tryckfrihetsförordningen (1949:105), TF
- yttrandefrihetsgrundlagen (1991:1469), YGL

Grundlagsskyddet utgör en viktig del av Sveriges tryck- och yttrandefrihetsmodell. Modellen karaktäriseras av en omfattande detaljreglering på grundlagsnivå, vilket är tämligen unikt internationellt sett, och ett svagt integritetsskydd (där yttrandefriheten värderas betydligt starkare). Det har hävdats att modellen är oförenlig med EU-rätten och Europakonventionen samt att Sverige får betala ett högt politiskt och ekonomiskt pris för att försvara modellen i EU. Det svaga integritetsskyddet beror bl.a. på att personuppgiftslagen (PuL) åsidosätts av grundlagen och inte kan tillämpas samt på att brottet förtal, som ett av få tryck- och yttrandefrihetsbrott, har fått sträckas ut för att utgöra ett integritetsskydd som inte alltid är tillräckligt. Sammantaget kan ändå anses att modellen leder till ett starkt skydd för tryckfriheten och yttrandefriheten, kanske starkare än i något annat land.

## Grundlagsskyddets innebörd
Grundlagsskyddet sägs ibland bestå av sex grundbultar. Dessa är enligt Göran Lambertz:
- ensamansvaret: att endast en person, ofta den ansvarige utgivaren, är ansvarig enligt lag för en publicering och för eventuella brott som innehållet kan utgöra. Detta kallas ibland exklusivt ansvar. 23 kap brottsbalken, som handlar om medverkan till brott (medhjälp och anstiftan), tillämpas inte eftersom endast en person ansvarar.
- den straffrättsligt begränsande brottskatalogen: endast tryck- eller yttrandefrihetsbrott som nämns i grundlag är brottsliga. Många brott i vanlig lag, såsom i brottsbalken, är inte brottsliga. Till exempel personuppgiftslagen (PuL) gäller inte eftersom grundlagen förhindrar det.
- den särskilda processordningen med JK och jury: Justitiekanslern är ensam åklagare i sådana mål och juryprövning används för ett ökat folkligt inflytande. Juryns frikännande beslut kan inte överklagas.
- Meddelarfriheten och meddelarskyddet: meddelare har rätt att vara anonyma och får ibland bryta mot sekretessbestämmelser. En myndighet eller ett annat offentligt organ får inte efterforska meddelares namn (efterforskningsförbud).
- etableringsfriheten: det får inte upprättas hinder mot etablering av nya medier, förutom när det gäller radio- och tv-sändningar då sådana krav kan uppställas i lag på grund av begränsat utrymme i etern.
- censurförbudet: ingen myndighet eller annat allmänt organ får förhandsgranska innehållet före publicering.

## Grundlagsskyddets omfattning
Grundlagsskyddet enligt TF gäller för tryckt skrift. Tryckt skrift ska vara framställd i tryckpress för att anses som sådan, vilket bl.a. omfattar tidningar och böcker. Även andra skrifter som framställts med hjälp av en skrivare eller kopiator eller för hand kan omfattas, förutsatt att mångfaldigandeuppgifter har satts ut. Det kan exempelvis gälla flygblad. Ytterligare ett krav är att skriften är utgiven. En skrift anses utgiven när den blivit utlämnad till försäljning eller för spridning på annat sätt i Sverige. Kravet på att skriften är utgiven ska inte förstås som att skriften måste ha spridits till ett visst antal personer; det räcker att den anses finnas tillgänglig för allmänheten.
Grundlagsskyddet enligt YGL är till stora delar identiskt med det i TF men omfattar istället radio- och tv-sändningar, tekniska upptagningar, vissa databaser (webbplatser) m.m. En teknisk upptagning i YGL:s mening är bland annat CD-skivor, USB-minnen och liknande, förutsatt att de är utgivna och finns tillgängliga för allmänheten i ett tillräckligt antal exemplar. Sådana tekniska upptagningar måste förses med ursprungsuppgifter, vilket är en straffsanktionerad skyldighet. Termen "databas" i YGL omfattar bland annat webbsidor, digital bio och vissa print-on-demand-tjänster. Alla webbplatser, även privatpersoners webbsidor, kan sedan 2003 omfattas av grundlagsskydd, förutsatt att man ansöker om utgivningsbevis. Detta kallas frivilligt grundlagsskydd och följer av den s.k. databasregeln i 1 kap 9 § 2 st YGL. Ett automatiskt grundlagsskydd gäller däremot för massmedieföretags webbsidor, utan att någon ansökan om utgivningsbevis behöver göras.
Ibland krävs för grundlagsskydd att en ansvarig utgivare utses och att utgivningsbevis beviljas. För vissa verksamheter följer dock grundlagsskyddet automatiskt, t.ex. för massmedieföretags webbsidor och för radio- och tv-sändningar.